# Fumeiro
Fumeiro é o local onde se penduram carnes para serem defumadas. Uma carne de fumeiro é aquela que foi preparada pelo fumeiro. Geralmente as carnes preparadas por esse método são as carnes de porco. Os presuntos e os enchidosPE ou embutidosPB são na sua maioria expostos ao fumo. Outras partes da carne de porco podem também sofrer o mesmo tratamento.[carece de fontes?]
Em diversas zonas da Galiza e outras zonas de Espanha e em distritos de Portugal como Vila Real (com mais destaque nos concelhos de Chaves e Montalegre), Bragança, Viseu (concelho de Lamego), Guarda e ainda no Alentejo, a indústria de fumeiro (também chamada de fumados) ou a feitura artesanal do mesmo é parte relevante da economia local.[carece de fontes?]
Realizam-se em Portugal diversas feiras do fumeiro, sendo pela sua relevância de assinalar a do concelho de Vinhais, sendo este mesmo conhecido como "Vinhais Capital do Fumeiro".